# Lp (Unix)
lp est une commande Unix qui permet l’impression de fichiers. 

## Exemple
lp /etc/motd
Cette commande permet d’imprimer le fichier /etc/motd